# Bystrek
Bystrek – część wsi Kamień w Polsce, położona w województwie wielkopolskim, w powiecie kaliskim, w gminie Ceków-Kolonia. Wchodzi w skład sołectwa Kamień.
W latach 1975–1998 Bystrek należał administracyjnie do województwa kaliskiego.